# Uneg
Uneg, o Uadynas, fue el cuarto faraón de la dinastía II de Egipto c. 2788-2780 a. C.
Se estima que es Tlas, mencionado por Manetón, según Sexto Julio Africano, del que comenta reinó 8 años. El Canon de Turín le asigna 70 años (2.23), aunque está parcialmente destruido.
Encontramos su nombre, Uadynas, en la Lista Real de Abidos y la Lista Real de Saqqara. 
También aparece su título en algunas vasijas halladas en los almacenes subterráneos de la Pirámide escalonada de Saqqara.

## Titulatura
| Titulatura | Jeroglífico | Transliteración (transcripción) - traducción - (referencias) |

| G5 |

| G5 |

| M3 |

| M3 |

| M3 |

| M3 |

| G5 |

| G5 |

| M3 |

| M3 |

| M3 |

| M3 |

| G16 |

| G16 |

| T3 |

| T3 |

| G16 |

| G16 |

| T3 |

| T3 |

| G8 |

| G8 |

|  |

| G8 |

| G8 |

|  |

| M13 | n | s |

| M13 | n | s |

| M13 | n | s |

| M13 | n | s |

| M13 | n | s |

| M13 | n | s |

| M13 | n | s |

| M13 | n | s |

| M13 | n | s |

| M13 | n | s |

| M13 | n | s |

| M13 | n | s |

| M13 | n | s |

| M13 | n | s |

| M13 | n | s |

| M13 | n | s |

| M13 | V22 · Z1 | F51 |

| M13 | V22 · Z1 | F51 |

| M13 | V22 · Z1 | F51 |

| M13 | V22 · Z1 | F51 |

| M13 | V22 · Z1 | F51 |

| M13 | V22 · Z1 | F51 |

| M13 | V22 · Z1 | F51 |

| M13 | V22 · Z1 | F51 |

| M13 | V22 · Z1 | F51 |

| M13 | V22 · Z1 | F51 |

| M13 | V22 · Z1 | F51 |

| M13 | V22 · Z1 | F51 |

| M13 | V22 · Z1 | F51 |

| M13 | V22 · Z1 | F51 |

| M13 | V22 · Z1 | F51 |

| M13 | V22 · Z1 | F51 |

| Predecesor: Nynecher | Faraón Segunda dinastía | Sucesor: Senedi |